# Timoteu de Gaza
Timoteu (en llatí Timotheus, en grec Τιμόθεος) fou un eminent gramàtic nascut a Gaza, del temps d'Anastasi I. L'administració financera de l'Imperi fou atacada per Timoteu en una tragèdia anomenada Χρυσάργυρος que no es conserva.
Va florir al final del segle v. Va escriure també un poema èpic en 4 llibres sobre els quadrúpedes de l'Índia, Aràbia, Egipte i Líbia, i sobre serps i ocells extraordinaris de terres llunyanes. En parlen l'enciclopèdia Suides i Joan Tzetzes.